# Telescopus semiannulatus
Espèce
Telescopus semiannulatus  est une espèce de serpents de la famille des Colubridae.

## Répartition
Cette espèce se rencontre en Namibie, au Botswana, dans le nord-est de l'Afrique du Sud, au Swaziland, au Zimbabwe, au Mozambique, en Tanzanie, en République démocratique du Congo, au Malawi, au Rwanda, au Burundi, au Kenya et en Zambie.
Sa présence est incertaine en République du Congo.

## Liste des sous-espèces
Selon The Reptile Database (20 février 2014) :
- Telescopus semiannulatus polystictus Mertens, 1954
- Telescopus semiannulatus semiannulatus Smith, 1849

## Publications originales
- Mertens, 1954 : Neue Schlangenrassen aus Sudwest-und Sudafrika. Zoologischer Anzeiger, vol. 152, p. 213-219.
- Smith, 1849 : Illustrations of the Zoology of South Africa; Consisting Chiefly of Figures and Descriptions of the Objects of Natural History Collected during an Expedition into the Interior of South Africa, in the Years 1834, 1835, and 1836. vol. III. Reptilia.